# 普拉丹龙属
普拉丹龙（属名：Pradhania，命名自印度地质调查局的化石收集者Dhuiya Pradhan）是来自印度早侏罗世（锡内穆阶）上达摩兰组的一属大椎龙科蜥脚形亚目恐龙，由T. S. Kutty、桑卡·查特吉、彼得·加尔冬和保罗·厄彻于2007年首次命名，模式种是纤弱普拉丹龙（Pradhania gracilis）。它是种身长仅4（13英尺）的中型蜥脚形亚目，目前仅有零散遗骸被发现。其最初被视为原始蜥脚形亚目，但費爾南多·諾瓦斯等人2011年的新系统发育分析认为它是种大椎龙科。普拉丹龙具有系统发育分析发现的两种大椎龙科共有衍征。